# Coupe d'Europe des clubs de basket-ball en fauteuil roulant 2020
Navigation
Saison précédente Saison suivante
La Coupe d'Europe des clubs de basket-ball en fauteuil roulant 2020, ou EuroCup 2020, est la 45e édition de la Coupe d'Europe des clubs de basket-ball en fauteuil roulant, organisée par l'IWBF Europe. Le tour préliminaire de la Ligue des Champions est le seul à se dérouler, alors que la pandémie de Covid-19 en Europe force les instances à décréter dans un premier temps le report des autres tours préliminaires puis l'annulation de la compétition.

## Tours préliminaires

### Équipes dispensées de tour préliminaire (qualifications directes)
Les formations suivantes sont directement qualifiées pour les 1/4 de finale de la Ligue des Champions ou la phase finale d'une des trois Euroligues, selon le tableau ci-dessous.
| Équipe                               | Qualification directe pour          | Statut                                                     |
| ------------------------------------ | ----------------------------------- | ---------------------------------------------------------- |
| RSB Thüringia Bulls                  | Ligue des Champions (1/4 de finale) | Champion d'Europe 2019                                     |
| CD Ilunion Madrid                    | Ligue des Champions (1/4 de finale) | Vice-champion d'Europe 2019                                |
| CP Mideba Extremadura                | Euroligue 1                         | Club organisateur de la phase finale de l'Euroligue 1 2020 |
| BSR Fundacion Grupo Norte Valladolid | Euroligue 2                         | Club organisateur de la phase finale de l'Euroligue 2 2020 |
| RBB Münich Iguanas                   | Euroligue 3                         | Club organisateur de la phase finale de l'Euroligue 3 2020 |

### Ligue des Champions
Le tour préliminaire de la Ligue des Champions compte trois poules de cinq équipes. Les deux premières équipes se qualifient pour les 1/4 de finale, les troisièmes sont reversées au tour final de l'Euroligue 1 et les quatrièmes à celui de l'Euroligue 2.

#### Groupe A
| PCL Groupe A |                            |     |   |   |     |     |      |     |       |
|              | Équipe                     | Pts | G | P | PP  | PC  | Diff | Dép | Moy   |
| 1            | BSR ACE Gran Canaria       | 7   | 3 | 1 | 276 | 204 | +72  | +13 | 69-51 |
| 2            | Galatasaray SK             | 7   | 3 | 1 | 266 | 232 | +34  | -13 | 67-58 |
| 3            | UnipolSai Briantea84 Cantù | 6   | 2 | 2 | 231 | 212 | +19  | +7  | 58-53 |
| 4            | Ilan Ramat Gan             | 6   | 2 | 2 | 242 | 229 | +13  | -7  | 61-57 |
| 5            | RSC Köln 99ers             | 4   | 0 | 4 | 135 | 273 | -138 |     | 34-68 |

| Légende | Légende                                                   |
| ------- | --------------------------------------------------------- |
|         | Qualifié pour les 1/4 de finale de la Ligue des Champions |
|         | Qualifié pour la phase finale de l'Euroligue 1            |
|         | Qualifié pour la phase finale de l'Euroligue 2            |
|         | Éliminé                                                   |

#### Groupe B
| PCL Groupe B |                             |     |   |   |     |     |      |     |       |
|              | Équipe                      | Pts | G | P | PP  | PC  | Diff | Dép | Moy   |
| 1            | BSR Amiab Albacete          | 8   | 4 | 0 | 382 | 249 | +133 |     | 96-62 |
| 2            | Beşiktaş JK                 | 6   | 2 | 2 | 324 | 296 | +28  | +15 | 81-74 |
| 3            | Hornets Le Cannet           | 6   | 2 | 2 | 292 | 300 | -8   | +1  | 73-75 |
| 4            | GSD Porto Torres            | 6   | 2 | 2 | 305 | 335 | -30  | -16 | 76-84 |
| 5            | BasKI TSOP Sankt-Peterbourg | 4   | 0 | 4 | 230 | 353 | -123 |     | 58-88 |

| Légende | Légende                                                   |
| ------- | --------------------------------------------------------- |
|         | Qualifié pour les 1/4 de finale de la Ligue des Champions |
|         | Qualifié pour la phase finale de l'Euroligue 1            |
|         | Qualifié pour la phase finale de l'Euroligue 2            |
|         | Éliminé                                                   |

#### Groupe C
| PCL Groupe C (phase préliminaire) |                              |     |   |   |     |     |      |     |       |
|                                   | Équipe                       | Pts | G | P | PP  | PC  | Diff | Dép | Moy   |
| 1                                 | RSV Lahn-Dill                | 8   | 4 | 0 | 356 | 224 | +132 |     | 89-56 |
| 2                                 | Bidaideak Bilbao BSR         | 7   | 3 | 1 | 332 | 251 | +81  |     | 83-63 |
| 3                                 | Deco Amicacci Giulianova     | 6   | 2 | 2 | 264 | 294 | -30  |     | 66-74 |
| 4                                 | TSK Rehab Merkezi ESK Ankara | 5   | 1 | 3 | 225 | 310 | -85  |     | 56-78 |
| 5                                 | CS Meaux BF                  | 4   | 0 | 4 | 235 | 333 | -98  |     | 59-83 |

| Légende | Légende                                                   |
| ------- | --------------------------------------------------------- |
|         | Qualifié pour les 1/4 de finale de la Ligue des Champions |
|         | Qualifié pour la phase finale de l'Euroligue 1            |
|         | Qualifié pour la phase finale de l'Euroligue 2            |
|         | Éliminé                                                   |

### Euroligue 1
Le tour préliminaire de l'Euroligue 1 compte deux poules de cinq équipes. Les premières de chaque poule se qualifient pour le tour final de l'Euroligue 1, les deuxièmes pour celui de l'Euroligue 2 et les troisièmes à celui de l'Euroligue 3.

#### Groupe A
| PEL1 Groupe A |                                     |     |   |   |    |    |      |     |     |
|               | Équipe                              | Pts | G | P | Pm | Pe | Diff | Dép | Moy |
| 1             | Interwetten Coloplast Sitting Bulls | 0   | 0 | 0 | 0  | 0  | +0   |     |     |
| 2             | Sheffield Steelers                  | 0   | 0 | 0 | 0  | 0  | +0   |     |     |
| 3             | SSD Santa Lucia                     | 0   | 0 | 0 | 0  | 0  | +0   |     |     |
| 4             | ASD Handicap Sport Varese           | 0   | 0 | 0 | 0  | 0  | +0   |     |     |
| 5             | Beit Halochem Haïfa                 | 0   | 0 | 0 | 0  | 0  | +0   |     |     |

| Légende | Légende                                        |
| ------- | ---------------------------------------------- |
|         | Qualifié pour la phase finale de l'Euroligue 1 |
|         | Qualifié pour la phase finale de l'Euroligue 2 |
|         | Qualifié pour la phase finale de l'Euroligue 3 |
|         | Éliminé                                        |

#### Groupe B
| PEL1 Groupe B |                                          |     |   |   |    |    |      |     |     |
|               | Équipe                                   | Pts | G | P | Pm | Pe | Diff | Dép | Moy |
| 1             | Pilatus Dragons RCZS                     | 0   | 0 | 0 | 0  | 0  | +0   |     |     |
| 2             | BKIS Nevskiy Alyans Sankt-Peterbourg VOI | 0   | 0 | 0 | 0  | 0  | +0   |     |     |
| 3             | Oldham Owls                              | 0   | 0 | 0 | 0  | 0  | +0   |     |     |
| 4             | London Titans                            | 0   | 0 | 0 | 0  | 0  | +0   |     |     |
| 5             | ASD Padova Millennium Basket             | 0   | 0 | 0 | 0  | 0  | +0   |     |     |

| Légende | Légende                                        |
| ------- | ---------------------------------------------- |
|         | Qualifié pour la phase finale de l'Euroligue 1 |
|         | Qualifié pour la phase finale de l'Euroligue 2 |
|         | Qualifié pour la phase finale de l'Euroligue 3 |
|         | Éliminé                                        |

### Euroligue 2
Le tour préliminaire de l'Euroligue 2 compte deux poules de cinq équipes. Les premières de chaque poule se qualifient pour le tour final de l'Euroligue 2 et les deuxièmes pour celui de l'Euroligue 3.

#### Groupe A
| PEL2 Groupe A |                         |     |   |   |    |    |      |     |     |
|               | Équipe                  | Pts | G | P | Pm | Pe | Diff | Dép | Moy |
| 1             | ASD Santo Stefano Sport | 0   | 0 | 0 | 0  | 0  | +0   |     |     |
| 2             | CTH Lannion             | 0   | 0 | 0 | 0  | 0  | +0   |     |     |
| 3             | SC DeVeDo               | 0   | 0 | 0 | 0  | 0  | +0   |     |     |
| 4             | Beit Halochem Tel Aviv  | 0   | 0 | 0 | 0  | 0  | +0   |     |     |
| 5             | Yalova Ortopedikler SK  | 0   | 0 | 0 | 0  | 0  | +0   |     |     |

| Légende | Légende                                        |
| ------- | ---------------------------------------------- |
|         | Qualifié pour la phase finale de l'Euroligue 2 |
|         | Qualifié pour la phase finale de l'Euroligue 3 |
|         | Éliminé                                        |

#### Groupe B
À la suite du forfait des Français du Toulouse IC, ce sont les Suisses de Meyrin qui sont repêchés.
| PEL2 Groupe B |                                 |     |   |   |    |    |      |     |     |
|               | Équipe                          | Pts | G | P | Pm | Pe | Diff | Dép | Moy |
| 1             | KKI Vrbas Banja Luka            | 0   | 0 | 0 | 0  | 0  | +0   |     |     |
| 2             | SC Only Friends Amsterdam       | 0   | 0 | 0 | 0  | 0  | +0   |     |     |
| 3             | Izmir Büyükşehir                | 0   | 0 | 0 | 0  | 0  | +0   |     |     |
| 4             | Fenerbahçe Engelli Yıldızlar SK | 0   | 0 | 0 | 0  | 0  | +0   |     |     |
| 5             | Aigles de Meyrin                | 0   | 0 | 0 | 0  | 0  | +0   |     |     |

| Légende | Légende                                        |
| ------- | ---------------------------------------------- |
|         | Qualifié pour la phase finale de l'Euroligue 2 |
|         | Qualifié pour la phase finale de l'Euroligue 3 |
|         | Éliminé                                        |

### Euroligue 3
Le tour préliminaire de l'Euroligue 3 compte trois poules de cinq équipes. Seules les premières de chaque poule se qualifient pour le tour final de l'Euroligue 3.

#### Groupe A
| PEL3 Groupe A |                                   |     |   |   |    |    |      |     |     |
|               | Équipe                            | Pts | G | P | Pm | Pe | Diff | Dép | Moy |
| 1             | Megas Alexandros '94 Thessaloniki | 0   | 0 | 0 | 0  | 0  | +0   |     |     |
| 2             | KS Pactum Scyzory Kielce          | 0   | 0 | 0 | 0  | 0  | +0   |     |     |
| 3             | Meylan Grenoble Handibasket       | 0   | 0 | 0 | 0  | 0  | +0   |     |     |
| 4             | CAP SAAA Paris                    | 0   | 0 | 0 | 0  | 0  | +0   |     |     |
| 5             | KIK Zmaj Gradačac                 | 0   | 0 | 0 | 0  | 0  | +0   |     |     |

| Légende | Légende                                        |
| ------- | ---------------------------------------------- |
|         | Qualifié pour la phase finale de l'Euroligue 3 |
|         | Éliminé                                        |

#### Groupe B
Meyrin ayant été repêché en Euroligue 2, ce sont les Espagnols de Zuzenak qui complètent le groupe.
| PEL3 Groupe B |                              |     |   |   |    |    |      |     |     |
|               | Équipe                       | Pts | G | P | Pm | Pe | Diff | Dép | Moy |
| 1             | Aigles du Puy-en-Velay       | 0   | 0 | 0 | 0  | 0  | +0   |     |     |
| 2             | HSB Marseille                | 0   | 0 | 0 | 0  | 0  | +0   |     |     |
| 3             | Fundación Vital Zuzenak      | 0   | 0 | 0 | 0  | 0  | +0   |     |     |
| 4             | Rhine River Rhinos Wiesbaden | 0   | 0 | 0 | 0  | 0  | +0   |     |     |
| 5             | PDM Treviso                  | 0   | 0 | 0 | 0  | 0  | +0   |     |     |

| Légende | Légende                                        |
| ------- | ---------------------------------------------- |
|         | Qualifié pour la phase finale de l'Euroligue 3 |
|         | Éliminé                                        |

#### Groupe C
| PEL3 Groupe C |                             |     |   |   |    |    |      |     |     |
|               | Équipe                      | Pts | G | P | Pm | Pe | Diff | Dép | Moy |
| 1             | KSS Mustang Konin           | 0   | 0 | 0 | 0  | 0  | +0   |     |     |
| 2             | RBB Flink Stones Graz       | 0   | 0 | 0 | 0  | 0  | +0   |     |     |
| 3             | Gazişehir Gaziantep SC      | 0   | 0 | 0 | 0  | 0  | +0   |     |     |
| 4             | WB Studánka Pardubice       | 0   | 0 | 0 | 0  | 0  | +0   |     |     |
| 5             | CH Est-Mosellan Saint-Avold | 0   | 0 | 0 | 0  | 0  | +0   |     |     |

| Légende | Légende                                        |
| ------- | ---------------------------------------------- |
|         | Qualifié pour la phase finale de l'Euroligue 3 |
|         | Éliminé                                        |

#### Groupe D
Le groupe D est une nouveauté tardive de l'édition 2020 par rapport aux années précédentes.
| PEL3 Groupe C |                                  |     |   |   |    |    |      |     |     |
|               | Équipe                           | Pts | G | P | Pm | Pe | Diff | Dép | Moy |
| 1             | Baskets 96 Rahden                | 0   | 0 | 0 | 0  | 0  | +0   |     |     |
| 2             | Krylja Barsa                     | 0   | 0 | 0 | 0  | 0  | +0   |     |     |
| 3             | Girne American University WBT    | 0   | 0 | 0 | 0  | 0  | +0   |     |     |
| 4             | Special Bergamo Sport Montello   | 0   | 0 | 0 | 0  | 0  | +0   |     |     |
| 5             | Dinamo Banco di Sardegna Sassari | 0   | 0 | 0 | 0  | 0  | +0   |     |     |

| Légende | Légende                                        |
| ------- | ---------------------------------------------- |
|         | Qualifié pour la phase finale de l'Euroligue 3 |
|         | Éliminé                                        |

### Tournoi de qualification 2020
Un seul tournoi de qualification est organisé cette saison. Le vainqueur remporte une place pour l'EuroCup 2021.
| ELQT Groupe A |                              |     |   |   |    |    |      |     |     |
|               | Équipe                       | Pts | G | P | Pm | Pe | Diff | Dép | Moy |
| 1             | Lille Université Club HB     | 0   | 0 | 0 | 0  | 0  | +0   |     |     |
| 2             | Léopards de Guyenne Bordeaux | 0   | 0 | 0 | 0  | 0  | +0   |     |     |
| 3             | Stevnsgade LowRiders         | 0   | 0 | 0 | 0  | 0  | +0   |     |     |
| 4             | KKOI Zadar Hrvatska          | 0   | 0 | 0 | 0  | 0  | +0   |     |     |
| 5             | Hannover United              | 0   | 0 | 0 | 0  | 0  | +0   |     |     |

| Légende | Légende                      |
| ------- | ---------------------------- |
|         | Qualifié pour l'EuroCup 2021 |
|         | Éliminé                      |

## Phases finales

### Ligue des Champions

#### Quarts de finale
Les deux premiers de chaque poule se qualifient pour le final four. Les troisièmes sont reversés au tour final de l'Euroligue 1.

Groupe A

| QF Groupe A | QF Groupe A          | QF Groupe A | QF Groupe A | QF Groupe A | QF Groupe A | QF Groupe A | QF Groupe A | QF Groupe A | QF Groupe A |
|             | Équipe               | Pts         | G           | P           | Pm          | Pe          | Diff        | Dép         | Moy         |
| ----------- | -------------------- | ----------- | ----------- | ----------- | ----------- | ----------- | ----------- | ----------- | ----------- |
| 1           | RSB Thüringia Bulls  | 0           | 0           | 0           | 0           | 0           | +0          |             |             |
| 2           | BSR Amiab Albacete   | 0           | 0           | 0           | 0           | 0           | +0          |             |             |
| 3           | Galatasaray SK       | 0           | 0           | 0           | 0           | 0           | +0          |             |             |
| 4           | Bidaideak Bilbao BSR | 0           | 0           | 0           | 0           | 0           | +0          |             |             |

| Légende | Légende                                        |
| ------- | ---------------------------------------------- |
|         | Qualifié pour les 1/2 finales                  |
|         | Qualifié pour la phase finale de l'Euroligue 1 |
|         | Éliminé                                        |

Groupe B

| QF Groupe B | QF Groupe B          | QF Groupe B | QF Groupe B | QF Groupe B | QF Groupe B | QF Groupe B | QF Groupe B | QF Groupe B | QF Groupe B |
|             | Équipe               | Pts         | G           | P           | Pm          | Pe          | Diff        | Dép         | Moy         |
| ----------- | -------------------- | ----------- | ----------- | ----------- | ----------- | ----------- | ----------- | ----------- | ----------- |
| 1           | CD Ilunion Madrid    | 0           | 0           | 0           | 0           | 0           | +0          |             |             |
| 2           | Beşiktaş JK          | 0           | 0           | 0           | 0           | 0           | +0          |             |             |
| 3           | BSR ACE Gran Canaria | 0           | 0           | 0           | 0           | 0           | +0          |             |             |
| 4           | RSV Lahn-Dill        | 0           | 0           | 0           | 0           | 0           | +0          |             |             |

| Légende | Légende                                        |
| ------- | ---------------------------------------------- |
|         | Qualifié pour les 1/2 finales                  |
|         | Qualifié pour la phase finale de l'Euroligue 1 |
|         | Éliminé                                        |

## Classement IWBF des clubs à l'issue de la saison
Le classement est maintenu identique à celui de 2019, aucun point n'est inscrit par les équipes ayant disputé leurs rencontres du tour préliminaire.